# Cefisodor (comediògraf)
Cefisodor (grec antic: Κηφισόδωρος, llatí: Cephisodorus) fou un poeta còmic atenès de la vella comèdia, que va guanyar un premi l'any 402 aC segons que diu Lísies. Aquest premi segurament el va obtenir en unes Lenees.
La Suïda dona els títols d'algunes de les seves comèdies:
- Ἀντιλαΐς (Antilais), que feia referència a la cèlebre hetera Lais la Bella.
- Ἀμαζόνες (Les amazones).
- Τροφώνιος (Trofoni).
- Ὗς (El porc).

Foci, la Suïda i Ateneu de Nàucratis n'han conservat fragments.